# Арсенопірит
Арсенопіри́т — мінерал класу сульфідів. Арсенід-сульфід заліза острівної будови.
З хімічної точки зору, арсенопірит — це ізоморфна суміш льолінгіту (арсеніду заліза, FeAs2) та піриту (FeS2). 
Арсенопірит був вперше описаний в 1847 році Ернстом Фрідріхом Глокерем.

## Загальний опис
Арсенопірит одержав назву за близкістю свого складу до складу піриту, а також за вмістом арсену. Формула: FeAsS.
Синоніми — арсенистий колчедан, міспікель.
Хімічний склад(%): Fe — 34,3; As — 46,01; S — 19,69. Домішки: Co(до 9—18 %), рідше Ni, Mn, Zn, Sb, Se, Au, Cu.
Відміни, які містять від 3 до 9 % кобальту, мають назву данаїту. При більш високому вмісті кобальту (до 27 %) здійснюється перехід до глаукодоту — (Co, Fe)AsS. У багатьох родовищах арсенопірит містить тонкодисперсне золото.

## Кристалографія
Сингонія моноклінна (застаріле — орторомбічна). Вид симетрії призматичний. Арсенопірит часто формує кристали призматичної або стовпчастої форми зі стратами, а також комбінації цих форм.

### Агрегати і габітуси
Арсенопірит утворює суцільні і зернисті агрегати, а також окремі вкрапленики і друзи в гірських породах. Це добре кристалографічно індивідуалізований мінерал. Кристали звичайно мають призматичний габітус; вони як правило, короткі або витягнуті у тонкі гілочки, притуплені призмами першого і другого роду. Зустрічається в гідротермальних жилах звичайно у вигляді призматичних і голкуватих кристалів.
Різномірний розвиток цих двох призм приводить до утворення псевдобіпірамідальних форм, характерних для арсенопіриту. Найчастіше відмічаються форми {110}, {101}, {230}, {210}, {140} i {013}.
В арсенопіриту розвинені двійники проростання і зростання. Двійники по (100) і (001) приводять до утворення псевдоромбічних кристалів. Часто спостерігаються хрестоподібні двійники по (012).
Відомі епітаксичні зростання арсенопіриту з галенітом, піритом і піротином.

## Фізичні властивості
Колір олов'яно-білий, у зламі сталево-сірий. Блиск металічний. Колір риски — чорний. Густина 5,5—6,2. Твердість 5,5—6,0. Непрозорий. Плеохроїзм слабкі кольори, білий або блакитний відтінок, слабкий червонувато-жовтого кольору. Крихкий.

## Утворення і родовища
Арсенопірит — досить поширений мінерал. Для нього типове гідротермальне походження, хоч він зустрічається і в контактово-метасоматичних родовищах та пегматитах.
У гідротермальних родовищах арсенопірит осоціює з вольфрамітом — (Fe, Mn)[WO4], каситеритом — SnO2, халькопіритом, сфалеритом, галенітом і срібними рудами.
У контактово-метасоматичних родовищах він кристалізується після виникнення скарнів і утворює найчастіше самостійні тіла.
Руда арсену. Родовища арсенопіриту відомі в Росії, Швеції, Англії, Мексиці, Болівії, Японії та ін країнах.
В Україні він є у Нагольному кряжі на Донбасі, в Криворіжжі, Чивчинських горах, в Закарпатті.
У багатьох родовищах арсенопірит містить тонкодисперсне золото. Іноді вміст Au в арсенопіриті досягає значних кількостей — 0,07 %, або 700 г на тонну мінералу (родовище Златана у Трансільванії).

### Практичне значення
Арсенопірит — основна арсенова руда; арсен використовується у вигляді різних сполук. Промисловий вміст арсену в рудах для чисто арсенових родовищ приймається рівним 5-10 %; у комплексних родовищах цей вміст може бути понижений.
Арсенопірит — головний рудний мінерал, з якого витягується арсен. Це також чудова мінеральна сировина для отримання срібла, золота, кобальту та інших металів, які є побічними продуктами основного виробництва.